# ムチミヤ
ムチミヤ（ムー・チミア、母 其弥雅、1987年5月24日 - ）は、中華人民共和国のヨーガ指導者・女優。イ族。雲南省楚雄イ族自治州出身。姓は「母（ム）」。「最も美しいヨガ講師」と言われている。

## 経歴
1987年5月24日、雲南省楚雄イ族自治州で生まれる。母はイ族で、父は漢族。17歳の時、ヨーガの練習を始め、その後、ダンスとテコンドーを学んだ。
2016年、古典小説『西遊記』を脚色したドラマ『西遊記 孫悟空vs白骨夫人』で箭猪精役を演じた。2017年の『カンフー・ヨガ』、2020年の『プロジェクトV』ではジャッキー・チェンと共演した。

## 出演作品

### 映画
| 年度 | 題名                                                | 役名         | 備考 |
| ---- | --------------------------------------------------- | ------------ | ---- |
| 2014 | 密道追蹤之陰兵虎符                                  | 嫣児         |      |
| 2016 | 西遊記 孫悟空vs白骨夫人                             | 箭猪精       |      |
| 2017 | カンフー・ヨガ                                      | ヌゥオミン   |      |
| 2018 | ワンス・アポン・ア・タイム・イン・チャイナ 英雄復活 | 川島雪姫     |      |
| 2018 | 冥王星時刻                                          | 高麗         |      |
| 2020 | プロジェクトV                                       | ミヤ（弥雅） |      |
| 2022 | ゴースト 強化能力者                                 | ゴースト     |      |

### テレビドラマ
| 年度 | 題名               | 役名   | 備考 |
| ---- | ------------------ | ------ | ---- |
| 2017 | 天泪伝奇之鳳凰無双 | 季柔桑 |      |
| 2018 | 絶地勘宝師         | 蘇色桃 |      |

## 著書
- (中国語) 『高黎貢山下的伊甸園：弥雅心霊瑜伽之旅』. 江蘇省南京市: 江蘇科学技術出版社. (2016). ISBN 9787553771656
- (中国語) 『弥雅瑜伽速效減肥』. 河南省鄭州市: 河南文芸出版社. (2012). ISBN 9787807656739